# Línea de fuego
Línea de fuego es el nombre del cuarto álbum de estudio del artista puertorriqueño Manny Montes. En éste proyecto, participaron diversos artistas, incluso, varios que no están relacionados con la industria de la música cristiana, como Farruko, Divino, J-King, J Quiles, D.Ozi, entre otros.  Este álbum es la producción de Manny Montes que más vídeos oficiales posee.
En este disco se encuentra la canción «Manso pero no menso», la cual generó polémica con el exponente Christian Ponce, antes llamado El Sica, por sus declaraciones sobre la música urbana cristiana. El álbum es el primero y único hasta la fecha del artista en entrar en una lista de Billboard.

## Promoción y lanzamiento
El sencillo inicial de este álbum fue «Conoce la historia», canción que exhortaba a no juzgar a primera vista. La participación de Farruko generó un mayor alcance, siendo en aquel momento, uno de los vídeos musicales más populares de Manny Montes. Los demás temas promocionales fueron  «Fugitivo de tu amor» junto a J-King, «Línea de fuego», «Una oportunidad», «Un secreto», «Frontéame con lírica». La producción musical estuvo a cargo en su mayoría por Zoprano, Los Legendarios y Los De La Fórmula (Kaldtronik y Chuelo). Para este álbum, se había anunciado la participación de Ken-Y (dúo R.K.M. & Ken-Y), sin embargo, el tema sería lanzado en el álbum The King of Romance de Ken-Y en 2016.

## Lista de canciones
| N.º | Título                                               | Productores                          |
| --- | ---------------------------------------------------- | ------------------------------------ |
| 01  | «Línea de Fuego»                                     | Zoprano                              |
| 02  | «Fugitivo de Tu Amor (feat. J King)»                 | Zoprano & Kaldtronik                 |
| 03  | «Una Oportunidad»                                    | Zoprano & Kaldtronik                 |
| 04  | «Un Secreto»                                         | Obed El Arquitecto                   |
| 05  | «Mi Sueño (feat. Divino)»                            | Zoprano & Kaldtronik                 |
| 06  | «Conoce la Historia [Remix] (feat. Farruko & D.Ozi)» | Zoprano                              |
| 07  | «Mi Película (feat. J Quiles»                        | Zoprano                              |
| 08  | «Me Cansé de Lo Mismo (feat. Genio El Mutante)»      | Zoprano & Kaldtronik                 |
| 09  | «Si Se Puede (feat. Alex Zurdo)»                     | Chuelo, Kaldtronik & Los Legendarios |
| 10  | «Te Mata (feat. Michael Pratts)»                     | Zoprano                              |
| 11  | «Frontéame Con Lírica»                               | Zoprano                              |
| 12  | «Tan Difícil (feat. Bemba & Joeva)»                  | Kaldtronik & Peter Altajerarquia     |
| 13  | «Manso Pero No Menso»                                | Los Legendarios & Kaldtronik         |
| 14  | «Mi Libreta»                                         | Zoprano, Kaldtronik & Acronaut       |

## Vídeos musicales
Línea de fuego es el álbum de Manny Montes con la mayor cantidad de trabajos audiovisuales. Contó con 6 vídeos, los cuales son «Conoce la historia» con Farruko, «Fronteame con lírica», «Fugitivo de tu amor» junto a J-King, «Línea de fuego», «Un secreto», y «Una oportunidad».

## Listas
El álbum estuvo una semana en la posición 7 en la lista Latin Rhythm Albums de Billboard.

## Polémicas
El rapero Christian Ponce, conocido como El Sica, en una entrevista había expresado que la música de rap cristiano no edificaba a la iglesia. Manny Montes, había respondido a estas opiniones con una canción. En el álbum Línea de fuego, se incluyó este tema que Manny Montes había cantado en la radio, como respuesta a sus declaraciones. Luego de conocer estas expresiones, El Sica respondió que Manny era un charlatán, a lo que posteriormente, otros colegas del movimiento como Funky, Maso y Dr. P, también opinaron al respecto.
En 2020, Funky y Manny Montes hacían su reencuentro luego de una década del concierto "Cara a Cara Tour", y decidieron hacer un canal para hablar de música con algunos invitados. En el primer episodio, invitaron a Christian Ponce y aclararon muchos de estos temas, además, se pidieron mutuas disculpas por los malentendidos. Incluso, llegaron a colaborar en nuevas canciones juntos.